# Hub cargo

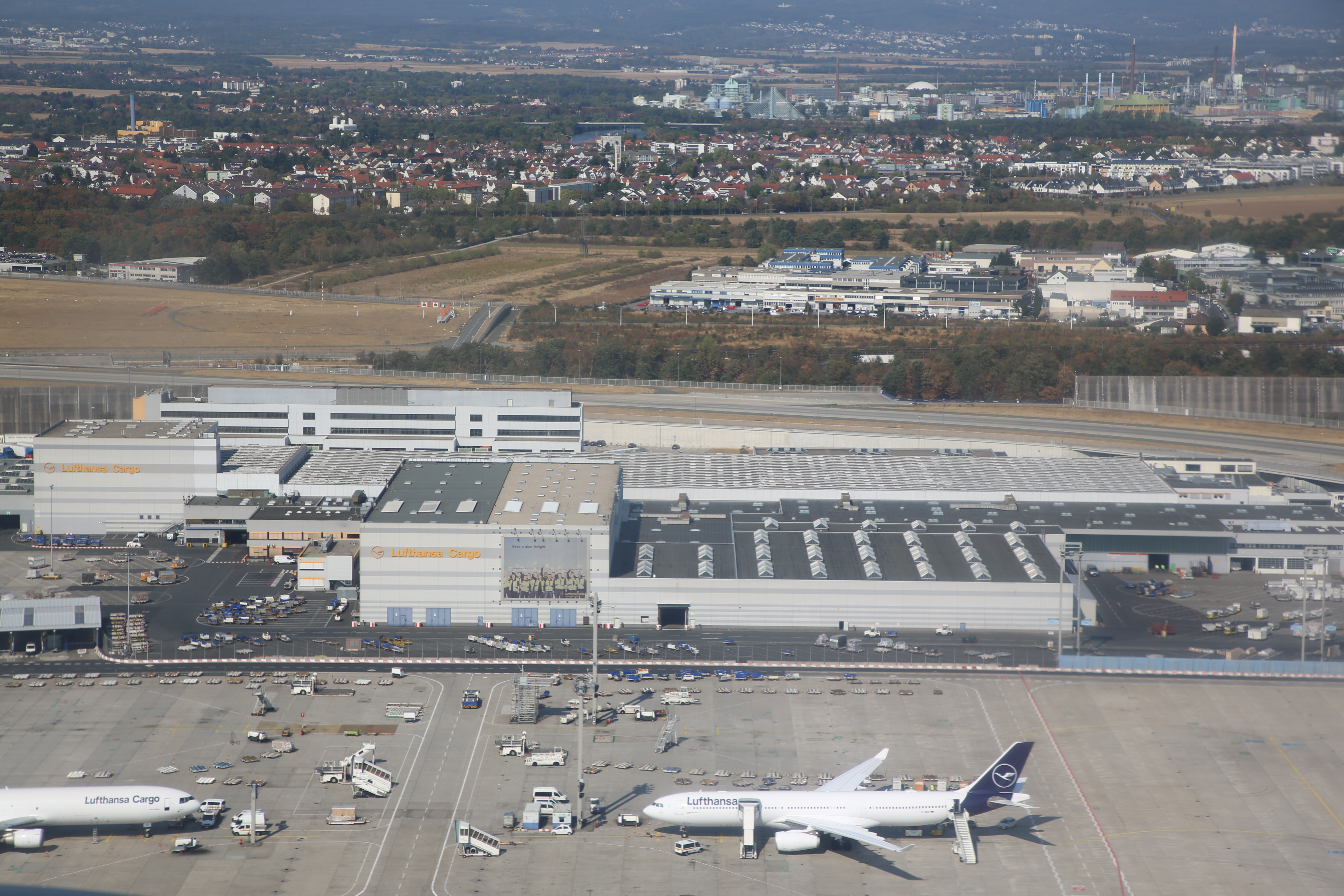
Cargo Center Frankfurt FRA

Hub cargo – pojęcie używane do określenia hubu lotniczego przeznaczonego do obsługi cargo lotniczego; jest to hub logistyczny będący jednocześnie węzłem/bazą dla linii lotniczych obsługujących ruch towarowy (przesyłki lotnicze). Huby cargo są częścią systemu hub-and-spoke, gdzie ładunek często nie trafia bezpośrednio do punktu docelowego, a przechodzi przez obiekty hubu (magazyny, sortownie). Huby tego typu oprócz integracji różnych kierunków połączeń lotniczych integrują też często inne rodzaje transportu towarowego (drogowy, kolejowy). Duże międzynarodowe porty lotnicze łączą rolę hubu dla pasażerów i ładunków lotniczych. Tego typu obiekty oferują szereg usług związanych z obsługą ładunków: magazynowanie, transport wenętrzny, zarządzanie zapasami, odprawę celną i inne. Mają one na celu optymalizację przepływu towarów poprzez minimalizację czasu, kosztów i ryzyka związanego z transportem i przeładunkiem.

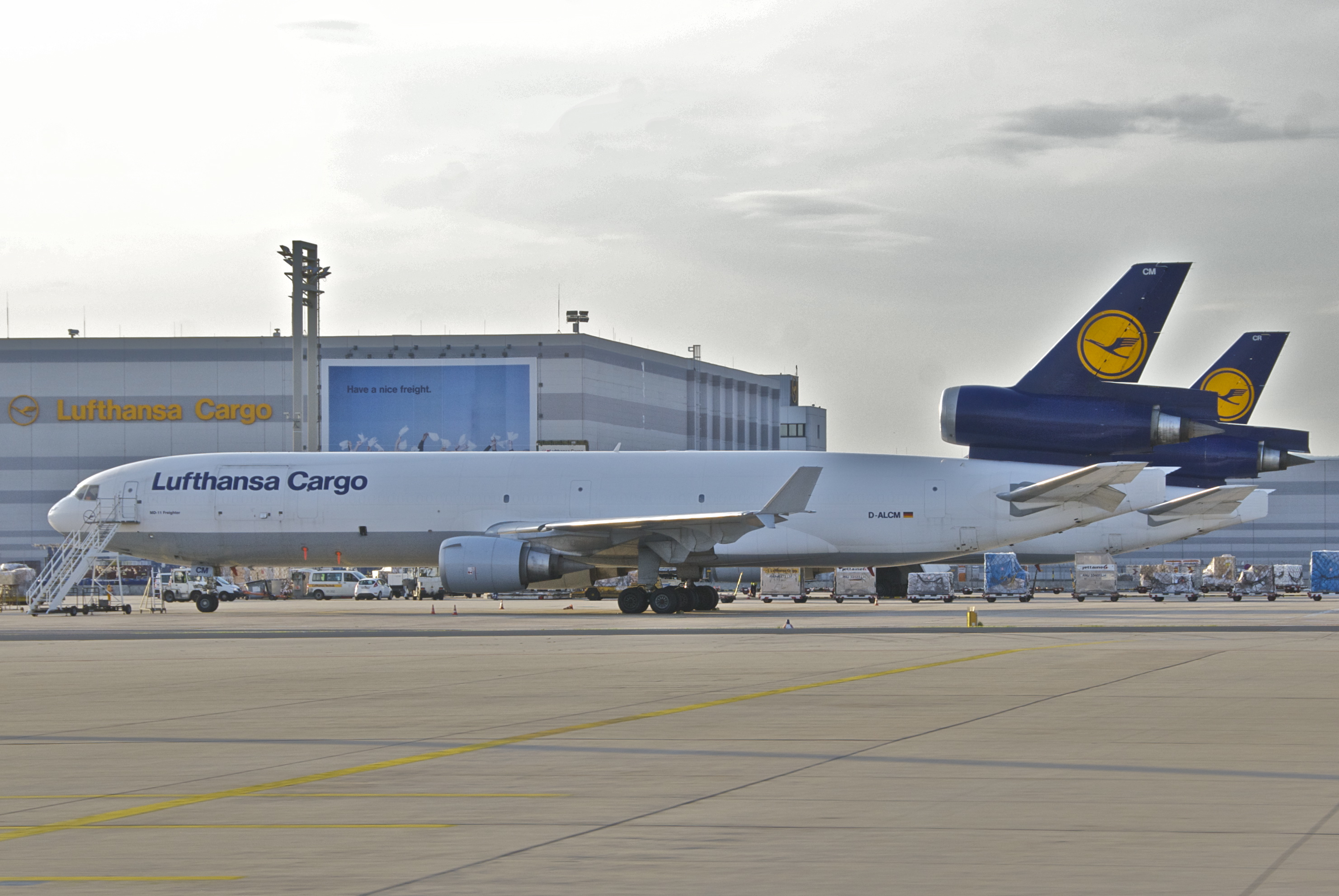
Lufthansa Cargo Center

Za pierwszy hub tego typu uważa się hub linii lotniczych FedEx, FedEx Express w Memphis – założony w 1973 roku, przed deregulacją branży przewozów lotniczych w Stanach Zjednoczonych. Linie lotnicze UPS Airlines zastosowały podobny schemat w Louisville. W Europie ASL Airlines, Cargolux i DHL Aviation stosują podobną strategię i obsługują swoje główne porty przesiadkowe odpowiednio w Liège i Luksemburgu. Inne ważne węzły logistyczne dla frachtu lotniczego to lotnisko we Frankfurcie w Niemczech, które jest głównym węzłem dla lotniczego ruchu towarowego między Europą a resztą świata. Jest bazą dla samolotów Lufthansy. Jest to jeden z najważniejszych i największych cargo-hubów na świecie (2008: 2,1 mln ton). Duży przyrost ruchu towarowego w 2019 roku odnotował hub Lipsk/Halle – znalazł się na czwartym miejscu w rankingu najbardziej ruchliwych lotnisk w Europie, podczas gdy rok wcześniej zajmował 68. miejsce. Wskutek centralizacji w węzłach międzynarodowych, obsługa ładunków prowadzi do jeszcze większego wzrost ruchu na tych węzłach. W 2019 roku swoje wyniki dzięki cargo poprawiły między innymi East Midlands w Wielkiej Brytanii (z 74. pozycji na 13.); Milan Malpensa (z 21. na 12.); Kolonia-Bonn (z 35. na 8.). Międzynarodowy Port Lotniczy w Hongkongu jest najbardziej ruchliwym lotniskiem towarowym na świecie i służy jako główny węzeł komunikacyjny dla przesyłek lotniczych między Azją a resztą świata. W 2020 roku lotnisko obsłużyło ponad 4,6 mln ton ładunków. W 2008 roku około 50% światowego wolumenu ładunków lotniczych zostało obsłużonych przez 21 wiodących lotnisk.